# Сулакаури, Карло Самсонович
Ка́рло Самсо́нович Сулака́ури (груз. კარლო სამსონის ძე სულაკაური; 29 августа 1924, Тбилиси — 27 марта 2000, там же) — советский грузинский режиссёр-кукольник и сценарист. Участвовал в создании мультсериалов «Приключения Незнайки и его друзей» и «Волшебник Изумрудного города».

## Биография[1]
Карло Сулакаури родился 29 августа 1924 в Тбилиси в семье актёра, режиссёра, сценариста и художника-гримёра Самсона Михайловича Сулакаури.
В 1951 году Карло Самсонович закончил Тбилисский педагогический институт имени А. С. Пушкина на факультете историко-филологический по специальности филолог.
После окончания института Карло Сулакаури работал главным режиссёром кукольного театра в городе Телави, и проработал там до 1954 года. С 1955 по 1960 год он был руководителем кукольного театра в городе Рустави. Прошёл стажировку у Сергея Владимировича Образцова. С 1961 по 1984 год работал на киностудии «Грузия-фильм» в Объединении кукольных мультфильмов.
Режиссёрский дебют в мультипликации состоялся в 1964 году мультфильмом на грузинском языке «Лежебока».
В 1970-х годах Карло Сулакаури сотрудничал со студией «Мульттелефильм]» Творческого объединения «Экран». На студии он срежиссировал вторую серию мультсериала «Приключения Незнайки и его друзей» и седьмую серию мультсериала «Волшебник Изумрудного города».
Карло Сулакаури по праву считается основоположником грузинского кукольного мультипликационного кино.
Карло Сулакаури ушёл из жизни 27 марта 2000 года.

## Фильмография

### Режиссёрские работы
- 1958 — Озорник (Сорванец)
- 1963 — Куклы смеются
- 1964 — Лежебока
- 1966 — Моя любимая свирель (Наша сладкая свирель)
- 1967 — Девочка и фонтан
- 1968 — Бомбора
- 1969 — Когда чёрт дирижирует
- 1970 — Охотник, мальчик и собака
- 1971 — Коварство и любовь
- 1972 — Соседи
- 1972 — Незнайка — музыкант
- 1973 — Бомбора начинает учиться
- 1974 — Арбуз (Солнце и арбуз)
- 1974 — Волшебник Изумрудного города (7 серия)
- 1975 — Приключения Саламуры 1
- 1976 — Приключения Саламуры 2
- 1978 — Сказка про Бачо и его маму
- 1979 — Бачо едет к бабушке
- 1981 — Медвежонок Бутхуз (Самое вкусное)
- 1981 — Сказка на колёсах
- 1982 — Сказка на колёсах продолжает путь
- 1983 — Сказка в сказке
- 1984 — Ёж, пёс и мальчик Нико
- 1986 — Паук и солнце
- 1988 — Песнопение

### Сценарист
- 1968 — Бомбора
- 1969 — Когда чёрт дирижирует
- 1971 — Коварство и любовь
- 1978 — Сказка про Бачо и его маму
- 1979 — Бачо едет к бабушке
- 1981 — Медвежонок Бутхуз (Самое вкусное)
- 1981 — Сказка на колёсах
- 1982 — Сказка на колёсах продолжает путь
- 1983 — Сказка в сказке
- 1984 — Ёж, пёс и мальчик Нико
- 1988 — Песнопение